# Lars Edström
Lars Axel Simon Edström, född 10 juli 1935 i Skeppsholms församling i Stockholm, är en svensk skådespelare, teaterchef och regissör. 

## Biografi
Edström tog studenten 1955 och gick på Dramatens elevskola 1957–1960. Samma år engagerades han vid Dramaten, men knöts 1961 i stället till Stockholms Stadsteater, där han var teaterchef 1979–1992. Han var ordförande för Svenska Teaterförbundet 1973–1979 och för Teatrarnas Riksförbund från 1983.
Lars Edström har även verkat som röstskådespelare. För en bred publik är han känd som Professor Kalkyl i de svenska skivinspelningarna av serien Tintins äventyr och Jakob Uggla med flera i den svenska versionen av barnprogrammet Fablernas värld. Han spelade även Dahlénrederiernas ordförande Sten i TV-såpan Rederiet.
Edström är son till kaptenen och intendenten på Skansen Axel Edström och Karin, född Pehrson, samt bror till kulturpersonligheterna Per Edström och Ingrid Edström.
Han är sedan 1962 gift med regissören Britt Olofsson (född 1936).
Edström är bosatt i Finntorp i Nacka.

## Filmografi roller i urval
- 1959–1964 – Tintins äventyr (TV-serie) (röst)
- 1959 – Hägringen
- 1964 – Henrik IV
- 1966 – Ormen
- 1966 – Adamsson i Sverige
- 1966 – Mästerdetektiven Blomkvist på nya äventyr
- 1968–1992 – Fablernas värld (TV-serie) (röst)
- 1968 – Asterix och Kleopatra (röst)
- 1969 – Herkules Jonssons storverk (TV-serie)
- 1970 – Simma lugnt - Mer ur Fablernas värld (röst)
- 1972 – Tintin i hajsjön (röst)
- 1973 – Makt på spel (TV-serie)
- 1973 – Kärlek och långvantar
- 1977 – Elvis! Elvis!
- 1983 – Limpan
- 1983 – Profitörerna (TV-serie)
- 1989 – Tre kärlekar (TV-serie) (även 1991)
- 1993 – Dennis (röst)
- 1994 – Den vite riddaren (TV-serie)
- 1994 – Svanprinsessan (röst)
- 1994 – Pagemaster – den magiska resan (röst)
- 1995 – Anmäld försvunnen (TV-serie)
- 1995 – Den täta elden (TV-serie)
- 1997 – Svanprinsessan och slottets hemlighet (röst)
- 1998 – Längtans blåa blomma (TV-serie)
- 1999 – Asterix och Obelix möter Caesar (röst)
- 1999 – Babar – elefanternas konung (röst)
- 2001 – Rederiet (TV-serie) (till och med 2002)
- 2001 – Minou kattflickan (röst)
- 2002 – Asterix & Obelix: Uppdrag Kleopatra (röst)

## Teater

### Roller (ej komplett)
| År   | Roll                                | Produktion                                                                                               | Regi                 | Teater                 |
| ---- | ----------------------------------- | --- | -------------------- | ---------------------- |
| 1959 | Sotarn                              | Tyst i huset, eller Trasslet som blev värre Per Edström                                                  | Per Edström          | Dramaten               |
| 1959 | Mpari Pe                            | Krukan (La giara) Luigi Pirandello                                                                       | Nils Olsén           | Dramaten               |
| 1960 | Voltimand Medverkande i teatertrupp | Hamlet William Shakespeare                                                                               | Alf Sjöberg          | Dramaten               |
| 1960 | Kyparen                             | Till Damaskus, del I August Strindberg                                                                   | Olof Molander        | Dramaten               |
| 1961 | En kurir från Sparta                | Lysistrate (Λυσιστράτη, Lysistrátē) Aristofanes                                                          | Hans Dahlin          | Stockholms stadsteater |
| 1963 | Korpral Aldo                        | Bara en barberare (Histoire de Vasco) Georges Schehadé                                                   | Lars-Levi Laestadius | Stockholms stadsteater |
| 1964 | 2:e polisen Snoken                  | Han hade två pistoler med svarta och vita ögon (Aveva due pistole con gli occhi bianchi e neri) Dario Fo | Hans Dahlin          | Stockholms stadsteater |
| 1964 | Malik Lahoussine                    | Skärmarna (Les Paravents) Jean Genet                                                                     | Per Verner-Carlsson  | Stockholms stadsteater |
| 1966 | Anders                              | Nya Wermländingarne Sandro Key-Åberg                                                                     | Christian Lund       | Stockholms stadsteater |
| 1975 | Lasse                               | Herr von Hancken Agneta Pleijel                                                                          | Johan Bergenstråhle  | Stockholms stadsteater |
| 1977 | Servaz Bilmoser                     | Slaget vid Lobositz (Die Schlacht bei Lobositz) Peter Hacks                                              | Friedo Solter        | Stockholms stadsteater |
| 2015 | De gråas ledare                     | Momo eller Kampen om tiden (Momo) Michael Ende                                                           | Allan Svensson       | Stockholms stadsteater |

### Regi (ej komplett)
| År   | Produktion                                    | Upphovsmän                                                              | Teater                 |
| ---- | --------------------------------------------- | ----------------------------------------------------------------------- | ---------------------- |
| 1969 | Den förgyllda lergöken, revy                  | Emil Norlander                                                          | Stockholms stadsteater |
| 1972 | En lycklig tilldragelse Szczęśliwe wydarzenie | Sławomir Mrożek                                                         | Stockholms stadsteater |
| 1982 | Historien om en häst Холстомер, Cholstomer    | Leo Tolstoj Översättning Ulf Fredriksson, Bo Hallin och Bengt Jangfeldt | Stockholms stadsteater |